# Sephira Mons
Il Sephira Mons è una struttura geologica della superficie di Venere.